# Суперечлива жінка
Суперечлива жінка (англ. The Woman Disputed) — американська історична драма режисера Генрі Кінга 1928 року.

## Сюжет
Любовна авантюристка з Австрії погоджується стати коханкою російського офіцера в обмін на звільнення австрійських заручників.

## У ролях
- Норма Толмадж — Мері Енн Вагнер
- Гілберт Роланд — Пол Гартман
- Арнольд Кент — Ніка Тургенєв
- Борис де Фаст — перехожий
- Михаїл Вавіч — батько Рош
- Густав фон Сейффертітц — Отто Крюгер
- Гледіс Броквелл — графиня
- Ніколас Сусанін — граф
- Ольга Бакланова — графиня
- Говард Дейвіс — граф